# کوگیکو
کوگیکو (انگلیسی: Cogeco) شرکت مخابرات کانادایی است، که در سال ۱۹۵۷ تأسیس شد.